# Giuseppe Santomaso
Giuseppe Santomaso (Veneza, 1907 — 1990) estudou na Academia das Belas Artes, de Veneza, entre 1932 e 1934, completando sua formação em Paris. Começou a expor os seus trabalhos em mostras coletivas em 1928; esses trabalhos iniciais mostravam um desejo de ordenação e um discurso determinado bem ajustado. Sua primeira exposição individual realizou-se em Amesterdão, em 1937. Em 1939 viajou para Paris na ocasião de sua primeira exposição individual em França, na galeria Rive Gauche. Sua formação continuou no contato que estabeleceu com o modernismo alemão e francês desse período, confirmando sua simpatia com os movimentos de vanguarda italiana. Ainda em 1939, participou da segunda exposição de "Corrente", caracterizando-se por uma linguagem ainda figurativa. Nos anos 40, Santomaso realizou algumas ilustrações, à exemplo das ilustrações para o livro de Paul Éluard, “Grand Air”, de 1945. Nessa época, o interesse pelas pesquisas pós-cubistas de Braque e pela obra de Matisse levou-o a ser um dos fundadores da organização artística antifascista "Nuova Secessione Artistica Italiana - Fronte Nuovo delle Arti" (1946), em Veneza. Foi nesse período que o artista definiu suas investigações, estabelecendo uma conexão lógica entre realidade e natureza, elaborada continuamente na dimensão não-figurativa, próxima a um “abstracionismo concreto”. O movimento “Fronte” realizou sua primeira exposição em 1947, em Milão, mas se desintegrou em seguida. Passados quatro anos, Santomaso aderiu às experiências do "Gruppo degli Otto Pittori Italiani" por partilhar com Afro, Corpora, Moreni, Morloti, Turcato, Birolli e Vedova, grupo apresentado pelo crítico Lionello Venturi na Bienal de Veneza, em 1952, que buscava definir um caminho abstrato para a arte italiana. Após meados dos anos 50, sua pintura não mais respondeu às conotações dramáticas da maioria das pinturas do período informal, mas desenvolveu-se ao redor da estrutura sempre constituída na pesquisa da harmonia e do equilíbrio que caracteriza todo seu trabalho. Em 1954, foi apresentado na XXVII Bienal de Veneza por G.C.Argan. Em 1957, tornou-se professor na Academia das Belas Artes em Veneza, lecionando até 1975. Durante os anos 60, Santomaso alcançou um período de maturidade, de sugestões espaciais, emocionalismo e vibrações, onde priorizou a estrutura através da aparência espacial do espaço como origem e como fenômeno. Readmitiu uma ideia de objeto, libertando a temática do conteúdo. Uma viagem à Puglia em 1960 marcou um momento significativo na sua pintura, inspirando trabalhos de qualidade particular, sobre os quais escreveram diversos críticos importantes, tais como Werner Haftmann e Pierre Francastel. Em 1961 participou da VI Bienal de São Paulo e viajou até ao Brasil no ano seguinte. Contribuiu com litogravuras para o livro “On Angle”, de Ezra Pound, publicado em 1971. Sua obra figura em diversas coleções públicas no mundo, tais como: Museu de Arte Contemporânea da USP, São Paulo; Wadsworth Atheneum, Hartford, Connecticut; Albright-Knox Art Gallery, Buffalo, New York; Museu de Arte Moderna de São Paulo; Brooklyn Museum, New York; Institute of Contemporary Art, Boston, Massachusetts; Art Museum of St. Louis, Missouri; Gallery of Modern Art, Zagreb; Geemente Museu, Hague; Stedelijk Museum, Amesterdão; Nasjonal Galleriet, Oslo. No ensaio "Oito Pintores Italianos" (1952), Lionello Venturi detecta uma direção "abstrato-concreta" naquela geração de artistas que emergia no segundo pós-guerra e que não pretendia engajar-se na polaridade abstração/realismo, então dominante. Um dos artistas por ele analisados é Santomaso, no qual se evidencia claramente esta pesquisa sintética e não excludente. Embora influenciado pela economia formal pós-cubista, Santomaso não deixa de denotar um interesse pelo referencial "natural", pela riqueza da matéria, pelo signo incisivo, que cria um espaço estruturado e, ao mesmo tempo, fluido, como demonstra "Amanhecer sobre Foices".

## Giuseppe Santomaso nos museus
- Gallerie d'Italia, Piazza alla Scala, Milão
- Museo Novecento de Florença
- Galleria d'arte moderna e contemporanea de Bergamo
- MAGA - Museo arte Gallarate, Gallarate (Varese)